# Raimondi Stela

Figuren Raimondi Stela, ett exempel på konturrivalitet som skapades av Chavinkulturen

Raimondi Estela är det mest kända fyndet från Chavinkulturen. Figuren finns ristad på en sten med måtten 740 x 1950 mm, 170 mm tjock. Stenen hittades av den peruanske bonden Timoteo Espinoza, som tog hem den, vände på den och använde den som bord. Figurerna kom därför att bevaras helt intakta.
Stenen hittades sedan av den italienfödde peruanske geografen och vetenskapsmannen Antonio Raimondi, efter vilken stenen fick sitt namn. 1873 fördes stenen till Museo Nacional de Arqueología y Antropología i Lima.
Stenen beskrevs noggrant av både Ernst W. Middendorf och Julio C. Tello. Middendorf såg den som ett antal stora huvuden med betar och Tello tolkade figuren som guden Viracocha.
Den peruanske historikern Federico Kauffman Doig visar en annan möjlig tolkning. Kauffmann Doig "viker" figuren på en tredjedels höjd och den övre delen av figuren kan nu tolkas som en mantel av fjädrar som täcker ryggen på den person med mänskliga drag som håller i två stavar.
Samma teknik att i samma figur teckna både fram- och baksidan finns på flera andra kända figurer från samma tidsålder.
Wolfgang Volkrodt menade att det var en ångmaskin som stegvis drog stenblock.